# Leucopogon fimbriatus
Leucopogon fimbriatus är en ljungväxtart som beskrevs av Stschegl. Leucopogon fimbriatus ingår i släktet Leucopogon och familjen ljungväxter. Inga underarter finns listade i Catalogue of Life.